# Польское Ардашево
Польское Ардашево  — деревня в составе  Бабеевского сельского поселения Темниковского района Республики Мордовия.

## География
Находится на расстоянии примерно 19 километров по прямой на юг-юго-восток от районного центра города Темников.

## История
Известна с 1866 года, когда она была учтена как казенная деревня Темниковского уезда из 92 дворов.

## Население
Постоянное население составляло 154 человека (мордва-мокша 99%) в 2002 году, 107 в 2010 году .